# Sundhausen
Sundhausen est une commune allemande de l'arrondissement d'Unstrut-Hainich, dans le land de Thuringe.

## Géographie
| Kleinwelsbach   | Kirchheilingen | Tottleben  |
|                 | Sundhausen     |            |
| Bad Langensalza |                | Klettstedt |

## Histoire
Sundhausen est mentionnée pour la première fois en 860 dans un acte des propriétés de l'abbaye de Fulda.
En 1823, le lac s'assèche. On peut encore voir des restes en 1840. Il grandit de nouveau ensuite.

## Source, notes et références
- (de) Cet article est partiellement ou en totalité issu de l’article de Wikipédia en allemand intitulé « Sundhausen » (voir la liste des auteurs).